# Nunatakgletsjer
De Nunatakgletsjer is een gletsjer in Nationaal park Noordoost-Groenland in het oosten van Groenland. 

## Geografie
De gletsjer mondt in het zuidoosten uit in het Geologfjord. Ze is noordwest-zuidoost georiënteerd en heeft een lengte van meer dan 20 kilometer.
In het oosten van de gletsjer ligt het Strindbergland en in het zuidwesten het noordelijk deel van Andréeland.
In het noordwestelijk verlengde van de Nunatakgletsjer ligt de Eyvind Fjeldgletsjer. Naar het westen ligt de Adolf Hoelgletsjer en in het noordoosten de Waltershausengletsjer.